# El Progreso, Hidalgotitlán
El Progreso är en ort i Mexiko.   Den ligger i kommunen Hidalgotitlán och delstaten Veracruz, i den sydöstra delen av landet, 500 km öster om huvudstaden Mexico City. El Progreso ligger 31 meter över havet och antalet invånare är 248.
Terrängen runt El Progreso är platt. Runt El Progreso är det ganska glesbefolkat, med 29 invånare per kvadratkilometer. Närmaste större samhälle är Venustiano Carranza, 19,7 km norr om El Progreso. Omgivningarna runt El Progreso är en mosaik av jordbruksmark och naturlig växtlighet.